# Гіперзвук
Гіперзву́к — звукові коливання дуже високої частоти (ν = 109…1013 Гц). За природою гіперзвук, пов'язаний з тепловими коливаннями кристалічної ґратки (так званий гіперзвук теплового походження), але існує і штучно збуджуваний гіперзвук.
У науці гіперзвук застосовують для дослідження явищ розсіювання світла в однорідних прозорих середовищах, дифузного розсіювання рентгенівського випромінювання, що дає змогу вивчати стан речовин, зокрема у фізиці твердого тіла. Використання гіперзвуку лежить в основі створення пристроїв акустоелектроніки та акустооптики.
В повітрі за нормальних умов гіперзвук не розповсюджується внаслідок сильного поглинання.
Нижня границя частот гіперзвуку умовна.